# Дива свиня
Дивата свиня (Sus scrofa) или евразийска дива свиня е бозайник от разред Чифтокопитни. Родоначалник е на домашната свиня. Среща се и в България.

## Физическа характеристика
- Дължина на тялото: до 205 cm
- Височина: до 120 cm
- Тегло до 350 kg

Има късо и масивно тяло, предната част е по-силно развита от задната. Главата е голяма и масивна. Муцуната и е силно източена напред във формата на зурла, очите са малки, с добре развити уши. Кучешките зъби (т. нар. глиги или бивни) у мъжкия (глиган) са силно развити и излизат извън устата, представлявайки добро средство за защита. Страничните втори и пети пръст са добре развити.
Космената покривка представлява рядка и груба четина. През зимата между нея се развиват мека и гъста козина. Окраската варира от тъмнокафява до сива, индивидуално и в зависимост от географското разпространение

## Разпространение и местообитание
Естественият ареал обхваща Европа и Азия до около 55° с. ш., и Северна Африка. Интродуцирана е в Северна (в началото на 20 век) и Южна Америка, Австралия, Нова Гвинея и Нова Зеландия. В България е разпространена из цялата страна.
Дивата свиня има много разнообразни местообитания, от морското равнище до алпийската зона: полупустини, широколистни гори, степи, дъждовни тропически гори и обработваеми земи. Най-често се среща в гъсти тръстикови масиви и храсталаци покрай брегове на влажни зони и в гори по планински склонове. Дивата свиня е хищник, който често се среща в горите.
Към 2012 г. в България има близо 80 000 индивида.

## Начин на живот и хранене
Води стаден начин на живот, като образува малки групи. Съставени са от няколко женски и техните малки. Зрелите мъжки живеят усамотено. Активността е от 40 до 65 % от денонощието.
Може да стане жертва на много хищници – вълк, мечка, рис, тигър. Поради по-малкия си размер лисицата, дивата котка и бухала са заплаха само за малките.
Продължителността на живота е 10 – 12 г.
Дивата свиня е всеядно животно. Хранителният спектър е изключително широк – корени, грудки, жълъди, плодове, мърша, червеи, охлюви, насекоми, жаби, костенурки, мишевидни гризачи и др. Обикновено се храни през нощта. Майката кърми и защитава малките си докато пораснат.

## Размножаване и развитие
Размножава се от ноември до януари. Бременността трае 4 месеца, след което ражда 3 – 6 малки. Женските се отделят от групата си за да родят и след това се присъединяват отново заедно с малките си. До тримесечната си възраст имат сиво-червеникава окраска с надлъжни жълти ивици. Половата зрялост настъпва на 2 години, а пълното развитие, на 5 – 6 г.

## Взаимоотношение с човека
Дивата свиня е популярен ловен обект. Освен месото се използват мазнината и кожата. В някои райони нанася щети на зеленчуковите и житните култури.